# Parti de l’élévation du peuple
Le Halkın Yükselişi Partisi ou HYP (« parti de l’élévation du peuple ») est un parti politique turc.
Il fut créé en février 2005 par Yaşar Nuri Öztürk, député d’Istanbul élu sous l’étiquette Parti républicain du peuple.